# Голосовский, Пётр Зиновьевич
Пётр Зиновьевич Голосо́вский (1902—1986) — инженер-конструктор, кораблестроитель, участник Гражданской войны. Лауреат Ленинской премии и Сталинской премии первой степени.

## Биография
Пётр Зиновьевич Голосовский родился 1 (14 июля) 1902 году в селе Рубановка в еврейской семье. Его отец Зиновий Соломонович был служащим, единственным работником в большой многодетной семье, где росли шестеро детей (четыре сына Семён, Яков, Михаил, Пётр и две дочери Сара и Фрида). Мать — Берта Марковна была домохозяйкой, умерла в 1929 году.
В 1919 году экстерном окончил гимназию и поступил в сельскохозяйственный техникум. В юности принимал участие в революционном движении.
Весной 1920 года ушёл добровольцем в РККА. В годы Гражданской войны воевал на Южном фронте в сапёрной роте. В конце 1920 года всех бывших студентов вернули из армии на учёбу. П. З. Голосовский был откомандирован в Наркомпрос и затем направлен на учёбу в МВТУ.
С 1925 года Голосовский совмещал учёбу на последнем курсе МВТУ с работой в КБ авиазавода под руководством авиаконструктора Н. Н. Поликарпова. Там же и остался работать после окончания училища. В марте 1927 года ему было отказано в общежитии МВТУ, и в связи с этим он был направлен на Балтийский судостроительный завод, где работал инженером.
Работал заместителем главного инженера, затем главным инженером судостроительного проектного бюро «Техбюро № 4 Балтийского завода». Принимал участие в строительстве первых советских подводных лодок типа «Декабрист», а также других серийных проектов «Ленинец», «Щука», «Правда», «Малютка», «Сталинец».
До 1948 года был главным инженером ЦКБ-18, затем был назначен главным инженером нового бюро СКБ-143.
26 августа 1956 года было принято решение о строительстве ракетных атомных подводных лодок проекта 658, 658М. Обязанности главного конструктора проекта 658 первоначально были возложены на П. 3. Голосовского. Разработка конструкторской документации СКБ-143 была начата в сентябре 1956 года, а технический проект был завершён в первом квартале 1957 года.
В феврале 1958 года руководство проектом возглавил И. Б. Михайлов, которого в октябре 1958 года сменил С. Н. Ковалёв.
Умер 28 ноября 1986 года в Ленинграде.

## Награды и премии
- Ленинская премия (1967)
- Сталинская премия первой степени (1943) — за создание новых высокопроизводительных станков для военной промышленности
- два ордена Ленина
- три ордена Трудового Красного Знамени
- орден Дружбы народов
- орден «Знак Почёта»
- медали.

## Семья
- сын — Голосовский Александр Петрович.
- дочери — Светлана и Людмила[3].